# 森禮子
森 禮子（もり れいこ 1928年7月7日 - 2014年3月28日）は小説家・劇作家。芥川賞作家。

## 概略
クリスチャンで独身。福岡市大円寺町(現･唐人町)生まれ。福岡県立福岡高等女学校（現・福岡県立福岡中央高等学校）卒業。1947年、西南学院バプテスト教会にて受浸(バプテスマ)。1949年まで西南学院大学図書館に勤務。
1950年、第3期九州文学に参加し、処女作『レエヌのある風景』を発表。NHK福岡放送局作家グループのメンバーとなり、放送作家としても活動する。27歳の時に上京して『文芸首都』に入り、北杜夫、なだいなだ、佐藤愛子らと交際。小説「鎮魂曲」が「婦人朝日」の懸賞小説に入選。1963年、「未完のカルテ」で女流新人賞次席。その後、放送作家として台本を書く。新劇に熱中し、劇団現代その他のサークルに7 - 8本の戯曲を書く。ラジオ、テレビの脚本も手掛ける。1976年に「遊園地暮景」で新潮新人賞候補。しかし十二指腸潰瘍を患い、医師から「切るか、放送作家をやめるか」と迫られて小説家に転向。国際結婚した姉が住む米国の小さな町に1ヵ月滞在。その時の見聞から1980年『モッキングバードのいる町』で第82回芥川賞受賞。遠藤周作・遠山一行と共に日本キリスト教芸術センターを設立した。
2014年3月28日、膵臓癌のため福岡県志免町の病院で死去。85歳没。

## 著作
- 愛と迷いと 現代作家の模索する人間像 コンコーディア社 1974
- モッキングバードのいる町 新潮社 1980
- 『五島崩れ』主婦の友社、1980
- 光るひととき 主婦の友社, 1980
- 『天の猟犬・他人の血』文藝春秋、1980
- ひとりの時間 海竜社 1980　のち三笠書房知的生き方文庫
- なないろのしか 西図協出版 1981
- 人生のまわり道 潮出版社 1981
- もうひとりのあなたへ 対談集 ヨルダン社 1982
- にっぽん味栗毛 潮出版社 1983　のち文庫
- 三彩の女 主婦の友社 1983
- 聖書による十二の物語 中央出版社 1983
- 出会いの時間 海竜社 1984
- ひとり行く旅 菁柿堂 1985
- イエス 講談社, 1988
- 『神女（かみんちゆ）』講談社、1989
- 私を変えた聖地の旅 海竜社 1992
- 女の子はらくじゃない みそっかすの少女時代　ポプラ社 1994
- 『献身　萩原タケの生涯』白水社、1995
- 『森礼子戯曲集』菁柿堂、2000
- 神父ド・ロの冒険 教文館 2000
- 『誘惑の岸』菁柿堂 2002
- キリシタン史の謎を歩く 教文館 2005
- キリシタン海の道紀行 教文館 2008.1

### 作品
- 『鎮魂曲』
- 『未完のカルテ』
- 『他人の血』
- 『海辺の伝説』（戯曲）
- 『通りゃんせ』（戯曲）